# Богачов Дмитро Іванович
Дмитро́ Іва́нович Богачо́в (нар. 25 серпня 1992, Суми, Україна — пом. 21 жовтня 2024, Київ, Україна) — український футболіст, нападник. Викликався в юнацьку збірну України. Учасник російсько-української війни, на якій і загинув.

## Біографія
Дебютував у складі «Сум» 27 березня 2010 в матчі другої ліги проти армянського «Титана» (1:0). Став гравцем основи, беручи участь у всіх матчах другого кола чемпіонату. Голами в тому сезоні відзначитися не вдалося. Загалом взяв участь у 10 матчах, лише в одному вийшовши на заміну.
У сезоні 2010/11 взяв участь у 19 матчах, в 13 вийшов у стартовому складі. 23 жовтня 2010 забив перший гол за клуб у ворота тернопільської «Ниви» (3:0). Загалом забив у сезоні 3 голи.
У сезоні 2011/12, вигравши другу лігу, клуб підвищився у класі. Гравець взяв участь у 22 матчах, але лише одного разу вразив ворота суперника. Сталося це в матчі проти івано-франківського «Прикарпаття». (3:1).
У сезоні 2012/13 взяв участь у 14 матчах Першої ліги, серед них у дебютному для «Сум» матчі проти «Оболонь-Бровара» (0:0). Як і в минулому сезоні, забив лише один гол у ворота «Динамо-2» (3:1).
У сезоні 2013/14 взяв участь у 24 матчах чемпіонату, в 18 виходив у стартовому складі, забивши 2 голи.
У сезоні 2014/15 взяв участь в 27 матчах, у всіх виходив у старті. Цей сезон став для Богачова найрезультативнішим у кар'єрі. Забивши 10 голів, він посів 4-те місце в гонці бомбардирів Першої ліги, розділивши його з нападником «Олександрії» Віталієм Пономарем.
У сезоні 2015/16 взяв участь у 25 матчах, у всіх вийшов у стартовому складі. Забив 4 голи.
У сезоні 2016/17 взяв участь у всіх матчах першого кола, але зазнав травми й вибув майже на пів року, вийшовши на поле лише 3 травня в «дербі» проти «Нафтовика-Укрнафти». Повернувшись у стрій команди, забив гол у ворота стрийської «Скали».
Всього за клуб у чемпіонаті провів 162 матчі, забив 26 голів та віддав сім гольових передач. Богачов був наймолодшим капітаном «Сум» у їхній історії.
У сезоні 2018/19 грав за «Вікторію» (Миколаївка), з якою став віцечемпіоном України серед аматорів, наступний рік провів в іншій аматорській команді з Сумщини «ЛС Груп» (Верхня Сироватка), а потім став гравцем «Тростянця». За цей клуб Дмитро провів 2 сезони в 2020—2021 роках. У матчах Чемпіонату України серед аматорів та чемпіонаті Сумщини гравець зіграв за тростянчан 23 матчі, в яких відзначився п'ятьма голами.
2021 року Богачов відправився за кордон, де став грати за польський клуб «Орлента» з четвертого дивізіону країни.
Після початку повномасштабного вторгнення Росії Богачов пішов добровольцем до ЗСУ. У зоні бойових дій він був медиком, воював з росіянами в районі Авдіївського коксохімічного заводу у складі III окремої штурмової бригади. 
Ризикуючи своїм життям, Дмитро врятував дуже багато життів, він витягав з нуля поранених побратимів, а також тіла полеглих захисників. За його словами і свідченнями рідних і побратимів, його надихала любов до Бога, до побратимів і їхніх сімей. Виконуючи бойове завдання, він дістав травми, несумісні з життям. 
Помер 21 жовтня 2024 року під час лікування в Головному військовому клінічному госпіталі у Києві. Похований на Ново-Центральному Баранівському кладовищі в Сумах. 

## Досягнення
- Переможець Другої ліги України: 2011/12